# Filmes de 1949 da RKO Pictures

## A RKO em 1949

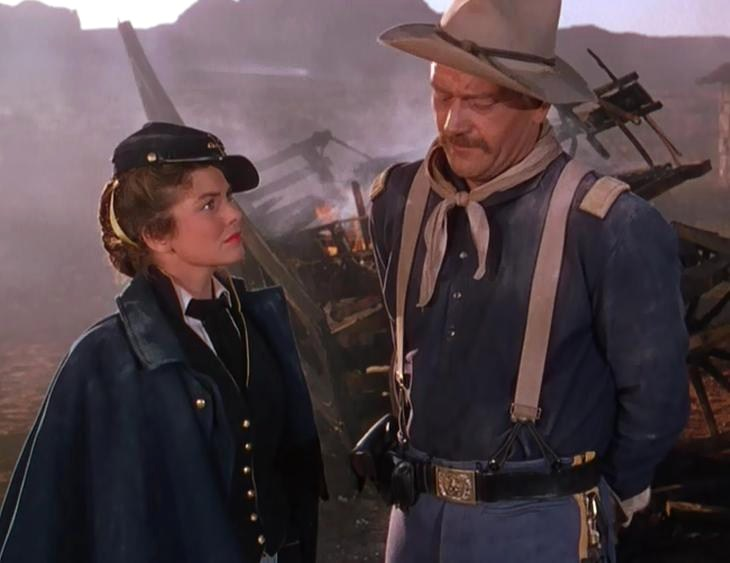
Joanne Dru e John Wayne no trailer de She Wore a Yellow Ribbon. Produzido pela Argosy Pictures, de John Ford e Merian C. Cooper, o filme foi rodado no Monument Valley, palco de tantos outros trabalhos de Ford. A esplêndida fotografia de Winton Hoch, baseada nas pinturas de Frederic Remington,foi premiada com o Oscar.

A RKO continuava em efervescência, para o bem e para o mal. Mais de trinta projetos foram anunciados para o ano, porém apenas doze entraram em produção. Howard Hughes estava entretido com Jet Pilot (que seria lançado somente em 1957), porém encontrou tempo para manietar o chefe de produção Sid Rogell e interferir no trabalho dos produtores. Dois deles, Nat Holt e Richard Berger, não suportaram as intromissões e deixaram o estúdio. Outro que saiu, mas por razões de saúde, foi o vice-presidente de longa data Joseph Nolan, substituído por outro veterano, Gordon Youngman.
O ano foi marcado pelo acordo entre o governo e as cinco companhias integradas, isto é, que tinham capacidade de produzir, distribuir e exibir um produto cinematográfico: MGM, Paramount, Warner Bros., 20th Century-Fox e RKO. Pelo acordo, na verdade um "decreto consensual", essas companhias teriam de se desfazer de suas casas exibidoras, um dos pilares que sustentavam o star system. Uma das mais controversas decisões da história do cinema, essa medida seria um dos principais fatores que levaram ao fim do sistema de estúdio. A RKO, diga-se, conseguiu manter suas salas até o início da década seguinte, o que foi uma dádiva, pois este era o único setor da corporação que dava lucro.
A RKO lançou 36 filmes em 1949, muitos deles produções independentes ou coproduções ou, ainda, sobras do tempo de Dore Schary. Financeiramente, eles formaram uma safra decepcionante, com o documentário Savage Splendor, que deu lucro de 250 000 dólares, sobressaindo-se como o mais rentável. The Window e The Big Steal também ficaram no verde. Na premiação do Oscar, somente She Wore a Yellow Ribbon e Mighty Joe Young, ambos produzidos de forma independente, receberam uma estatueta cada, o primeiro na categoria Melhor Fotografia (em cores) e o segundo, Melhores Efeitos Especiais.
A corporação Radio-Keith-Orpheum registrou um lucro de 1.710.944 dólares, apesar de o estúdio ter dado um prejuízo de 721.415 dólares. Para se ver a importância da rede exibidora, prestes a fugir do controle da [[empresa, ela foi responsável por ganhos de 6.986.385 dólares.

## Prêmios Oscar
22.ª cerimônia, com os filmes exibidos em Los Angeles no ano de 1949.
| Filme                    | Indicações                                               | Premiações                   |
| ------------------------ | -------------------------------------------------------- | ---------------------------- |
| Boy and the Eagle        | Oscar de Melhor Curta-Metragem em Live-Action: 2 Bobinas | ---                          |
| Mighty Joe Young         | Melhores Efeitos Especiais                               | Melhores Efeitos Especiais   |
| My Foolish Heart         | Melhor Atriz (Susan Hayward) Melhor Canção Original      | ---                          |
| She Wore a Yellow Ribbon | Melhor Fotografia (Em Cores)                             | Melhor Fotografia (Em Cores) |
| So Dear to My Heart      | Melhor Canção Original                                   | ---                          |
| Toy Tinkers              | Melhor Curta-Metragem de Animação                        | ---                          |
| The Window               | Melhor Edição                                            | ---                          |

## Os filmes do ano
| Título original                        | Título PT/BR                       | Título PT/PT                  | Astros                             | Diretor                             |
| -------------------------------------- | ---------------------------------- | ----------------------------- | ---------------------------------- | ----------------------------------- |
| Adventure in Baltimore                 | Marcada pela Calúnia               | A Menina dos Escândalos       | Robert Young, Shirley Temple       | Richard Wallace                     |
| The Adventures of Ichabod and Mr. Toad | As Aventuras de Ichabod e Sr. Sapo | As Aventuras do Senhor Sapo   | Animação                           | James Algar et alli                 |
| Arctic Fury                            |                                    |                               | Alfred Delcambre, Eve Miller       | Norman Dawn, Fred, R. Feitshans Jr. |
| The Big Steal                          | O Cais da Maldição                 | O Grande Assalto              | Robert Mitchum, Jane Greer         | Don Siegel                          |
| The Boy with the Green Hair            | O Menino de Cabelos Verdes         | O Rapaz dos Cabelos Verdes    | Pat O'Brien, Robert Ryan           | Joseph Losey                        |
| Bride for Sale                         | Do Amor, Só o Dinheiro             | O Amor É Um Grande Negócio    | Claudette Colbert, Robert Young    | William D. Russell                  |
| Brothers in the Saddle                 | Irmãos na Sela                     |                               | Tim Holt, Richard Martin           | Lesley Selander                     |
| The Clay Pigeon                        | Almas em Sombras                   | O Pombo de Barro              | Bill Williams, Barbara Hale        | Richard Fleischer                   |
| A Dangerous Profession                 | Capturado                          | Profissão Perigosa            | George Raft, Ella Raines           | Ted Tetzlaff                        |
| Easy Living                            | Tormento de Uma Glória             | Morrendo para Viver           | Victor Mature, Lucille Ball        | Jacques Tourneur                    |
| Enchantment                            | Encantamento                       | Encantamento                  | David Niven, Teresa Wright         | Irving Reis                         |
| Follow Me Quietly                      | O Estrangulador Misterioso         | Segue-Me em Silêncio          | William Lundigan, Dorothy Patrick  | Richard Fleischer                   |
| The Green Promise                      | A Grande Promessa                  | Terra de Promissão            | Marguerite Chapman, Walter Brennan | William D. Russell                  |
| Gun Smugglers                          | Revólveres Fumegantes              |                               | Tim Holt, Martha Hyer              | Frank McDonald                      |
| Holiday Affair                         | Duas Vidas Se Encontram            | Quando as Viúvas Querem Casar | Robert Mitchum, Janet Leigh        | Don Hatman                          |
| The Judge Steps Out                    | Um Romance no Outono               | Arriscada Experiência         | Alexander Knox, Ann Sothern        | Boris Ingster                       |
| Make Mine Laughs                       |                                    |                               | Joan Davis, Dennis Day             | Richard Fleischer, Hal Yates        |
| Masked Raiders                         | Bandidos Mascarados                |                               | Tim Holt, Marjorie Lord            | Lesley Selander                     |
| Mighty Joe Young                       | O Monstro do Mundo Proibido        | O Gigante Africano            | Terry Moore, Ben Johnson           | Ernest B. Schoedsack                |
| My Foolish Heart                       | Meu Maior Amor                     | Meu Louco Coração             | Dana Andrews, Susan Hayward        | Mark Robson                         |
| The Mysterious Desperado               | Renegados do Oeste                 |                               | Tim Holt, Richard Martin           | Lesley Selander                     |
| Riders of the Range                    | Cavaleiros da Audácia              |                               | Tim Holt, Jacqueline White         | Lesley Selander                     |
| Roseanna McCoy                         | Roseanna                           | Ódios Eternos                 | Farley Granger, Joan Evans         | Irving Reis                         |
| Roughshod                              | Viagem Sangrenta                   |                               | Robert Sterling, Gloria Grahame    | Mark Robson                         |
| Rustlers                               | Os Salteadores                     |                               | Tim Holt, Martha Hyer              | Lesley Selander                     |
| Savage Splendor                        |                                    | Esplendor Selvagem            | Documentário                       | Lewis Cotlow, Armand Denis          |
| The Set-Up                             | Punhos de Campeão                  | Nobreza de Campeão            | Robert Ryan, Audrey Totter         | Robert Wise                         |
| She Wore a Yellow Ribbon               | Legião Invencível                  | Os Dominadores                | John Wayne, Joanne Dru             | John Ford                           |
| So Dear to My Heart                    | Tão Perto do Coração               | Meu Querido Carneirinho       | Burl Ives, Beulah Bondi            | Harold D. Schuster, Hamilton Luske  |
| Stagecoach Kid                         | Diligência Fatídica                |                               | Tim Holt, Richard Martin           | Lew Landers                         |
| Strange Bargain                        |                                    | Estranha Encomenda            | Martha Scott, Jeffrey Lynn         | Will Price                          |
| Tarzan's Magic Fountain                | Tarzan e a Fonte Mágica            | Tarzan e a Fonte Mágica       | Lex Barker, Brenda Joyce           | Lee Sholem                          |
| The Live by Night                      | Amarga Esperança                   | Filhos da Noite               | Farley Granger, Cathy O'Donnell    | Nicholas Ray                        |
| The Threat                             |                                    |                               | Michael O'Shea, Virginia Grey      | Felix Feist                         |
| The Window                             | Ninguém Crê em Mim                 | O Que Viram os Meus Olhos     | Barbara Hale, Arthur Kennedy       | Ted Tetzlaff                        |
| A Woman's Secret                       | A Vida Íntima de Uma Mulher        | O Íntimo Segredo Duma Mulher  | Maureen O'Hara, Melvyn Douglas     | Nicholas Ray                        |